# Sinagoga de los Ibáñez de Segovia
La sinagoga de los Ibáñez de Segovia fue un templo destinado al culto hebreo ubicado entre las actuales calles de Barrionuevo y de San Geroteo de la ciudad española de Segovia, dentro de los límites de su barrio judío. Se desconoce la fecha de su construcción, y aparece citada reiteradamente en la primera mitad del siglo XV. 

## Historia
Entre 1410 y 1419 se llevó a cabo un proceso judicial por el que se acusó a la comunidad hebrea de sacrilegio, teniendo como resultado la incautación de la Sinagoga Mayor. A partir de este momento esta sinagoga habría de tener el título de sinagoga mayor, siendo citada por primera vez en 1428. El edificio fue vendido al cabildo catedralicio de la ciudad el 6 de julio de 1492, días antes de que expirara el plazo fijado por los Reyes Católicos a los judíos en el edicto de Granada para que salieran de Castilla, y posteriormente fue vuelvo a vender a la familia Ibáñez de Segovia, de la que toma el nombre. En ella perteneció hasta el siglo XIX, que pasó a manos de la Iglesia católica, actual propietaria del inmueble.
En la actualidad se conservan escasos restos de la antigua sinagoga: tras las obras llevadas a cabo en el edificio por la comunidad de Jesuitinas en el año 1981 apareció el miqwab, y un año después la reforma del piso superior del mismo, donde se ubica la actual capilla católica, sacó a la luz diversos restos mudéjares, al parecer correspondientes también a la sinagoga. Este último hallazgo se compone de dos ventanas con arco de medio punto, de ladrillo, que cobijan otros cuatro, y se cierran con una celosía de yesería mudéjar; este esquema parece recordar a la traza del claustro de la catedral, obra de Juan Guas. También fruto del hallazgo de 1982 se conserva un ojo de buey con restos de una celosía similar a la anterior. En la parte superior aparece decorado con trapecios, hojas, circunferencias y una estrella de ocho puntas en una serie que se repite hasta diez veces, similar a la decoración de la portada del palacio de Enrique IV.